# Vladímir Arnold
Vladímir Ígorevich Arnold (ruso: Влади́мир И́горевич Арно́льд, Odesa, Ucrania, 12 de junio de 1937-París, 3 de junio de 2010) fue un matemático soviético y ruso. 
En 1954 estudió en la Facultad de matemáticas y mecánica de la Universidad de Moscú, donde permaneció hasta 1986, año en que ingresó en el Instituto Matemático Steklov de Moscú. En marzo de 1968 firmó, junto con otros 98 colegas, la Carta de los 99 (Письмо девяноста девяти), una carta de protesta por «el encarcelamiento en un manicomio de un matemático soviético perfectamente cuerdo», Aleksandr Yesenin-Volpin, hijo de Serguéi Yesenin y víctima de la psiquiatría represiva en la Unión Soviética. Esto trajo como consecuencia la denegación de permiso para viajar al extranjero hasta la perestroika1.
Aunque es más conocido por el teorema de Kolmogórov-Arnold-Moser, respecto a la estabilidad de los sistemas hamiltonianos integrables, ha hecho importantes contribuciones en varias áreas que incluyen teoría de sistemas dinámicos, teoría de las catástrofes, topología, geometría algebraica, mecánica clásica y teoría de la singularidad en una carrera que abarca más de 45 años después de su primer resultado principal —la solución del problema trece de Hilbert en 1957—.
Su primer resultado importante fue la solución del decimotercer problema de Hilbert en 1957, a la edad de 19 años. Fue cofundador de tres nuevas ramas de las matemáticas: teoría topológica de Galois (con su alumno Askold Khovanskii), topología simpléctica y teoría KAM.  
Arnold también fue conocido como divulgador de las matemáticas. A través de sus conferencias, seminarios y como autor de varios libros de texto (como Métodos matemáticos de mecánica clásica) y libros de divulgación matemática, influyó en muchos matemáticos y físicos. Muchos de sus libros fueron traducidos al inglés. Sus puntos de vista sobre la educación eran particularmente opuestos a los de Bourbaki.

## Biografía
Vladímir Ígorevich Arnold nació el 12 de junio de 1937 en Odessa, Unión Soviética. Su padre,  Ígor Vladímirovich Arnold (Игорь Владимирович Арнольд, 1900–1948), era matemático y su madre, Nina Aleksándrovna Arnold (Нина Александровна Арнольд, 1909–1986, née Исакович, —Isákovich), era historiadora del arte. Cuándo Arnold tenía trece años, un tío suyo ingeniero le habló sobre el cálculo y cómo podía utilizarse para entender algunos fenómenos físicos lo que contribuyó a estimular su interés por las matemáticas. Empezó entonces a estudiar libros de matemáticas que su padre le había dejado y que incluían algunos trabajos de Leonhard Euler y Charles Hermite.
Siendo estudiante de Andréi Kolmogórov en la Universidad Estatal de Moscú y todavía adolescente, Arnold demostró en 1957 que con un número finito de funciones de dos variables se puede construir cualquier función continua de varias variables, solucionando así el decimotercer problema de Hilbert.
Se convirtió en académico de la Academia de Ciencias de la Unión Soviética (Academia de Ciencias de Rusia desde 1991) en 1990. Puede decirse que Arnold inició la teoría de la topología simpléctica como disciplina independiente. La conjetura de Arnold sobre el número de puntos fijos de los simplectimorfismos hamiltonianos y las intersecciones lagrangianas eran también una motivación importante en el desarrollo de la homología de Floer.
En 1999 sufrió en París un serio accidente de bicicleta que le provocó un traumatismo craneoencefálico y, aunque recuperó la consciencia después de unas cuantas semanas y tuvo una buena recuperación, padeció de amnesia y durante algún tiempo ni siquiera podía reconocer a su mujer en el hospital.
Arnold trabajó en el Instituto Steklov de Matemáticas en Moscú y en la Universidad Dauphine de París hasta su muerte. En 2006 alcanzó el mayor índice de citas entre científicos rusos y índice h de 40.
Arnold murió de pancreatitis aguda en París el 3 de junio de 2010, nueve días antes de su 73.er cumpleaños. Entre sus discípulos se incluyen Alexander Givental, Victor Goryunov, Sabir Gusein-Zade, Emil Horozov, Boris Khesin, Askold Khovanskii, Nikolay Nekhoroshev, Boris Shapiro, Alexander Varchenko, Victor Vassiliev y Vladimir Zakalyukin. Fue enterrado el 15 de junio en Moscú en el Monasterio Novodévichi.
Entre sus alumnos y colegas, Arnold era conocido también por su sentido del humor. Por ejemplo, una vez en su seminario de Moscú, a principios de curso, cuando solía formular nuevos problemas, dijo:

Hay un principio general según el cual un estúpido puede formular preguntas a las que cien sabios no podrían responder. De acuerdo con este principio formularé algunos problemas.

### Fallecimiento
Arnold murió de pancreatitis aguda el 3 de junio de 2010 en París, nueve días antes de su 73 cumpleaños. Fue enterrado el 15 de junio en Moscú, en el Monasterio de Novodevichy.
En un telegrama a la familia de Arnold, el presidente ruso Dmitri Medvédev declaró:

La muerte de Vladimir Arnold, uno de los más grandes matemáticos de nuestro tiempo, es una pérdida irreparable para la ciencia mundial. Es difícil sobrestimar la contribución del académico Arnold a las matemáticas modernas y al prestigio de la ciencia rusa.

La enseñanza ocupó un lugar especial en la vida de Vladimir Arnold y ejerció una gran influencia como mentor ilustrado que enseñó a varias generaciones de científicos de talento.

El recuerdo de Vladímir Arnold permanecerá para siempre en los corazones de sus colegas, amigos y estudiantes, así como de todos los que conocieron y admiraron a este hombre brillante.

## Textos matemáticos populares
Arnold es reconocido por su estilo lúcido de escritura, combinando rigor matemático con intuición física, y un estilo de enseñanza coloquial y fácil. Sus escritos presentan un enfoque fresco, a menudo geométrico, a temas matemáticos tradicionales como las ecuaciones diferenciales ordinarias, y sus muchos libros de texto han influido en el desarrollo de áreas nuevas de las matemáticas. La crítica estándar sobre la pedagogía de Arnold es que sus libros "son tratamientos bonitos de sus temas que son apreciados por expertos, pero demasiados detalles son omitidos para que estudiantes puedan aprender la matemática requerida para probar las declaraciones que él tan fácilmente justifica." Su defensa es que sus libros están hechos para enseñar el tema a "quienes verdaderamente desean entenderlo" (Chicone, 2007).
Arnold era un crítico declarado de la tendencia desde mediados del último siglo hacia altos niveles de abstracción en matemáticas. Tenía opiniones muy sólidas sobre cómo esta corriente— que fue ampliamente implementada por la escuela Bourbaki en Francia— tuvo inicialmente un impacto negativo en la educación matemática francesa, y más tarde también en la de otros países. Arnold estaba muy interesado en la historia de matemáticas. En una entrevista, dijo que había aprendido mucho de lo que sabía sobre matemáticas a través del estudio del Desarrollo de las Matemáticas en el siglo XIX  de Felix Klein  —un libro que recomendó a sus alumnos a menudo. Le gustaba estudiar a los clásicos, muy especialmente los trabajos de Huygens, Newton y Poincaré, y muchas veces dijo haber encontrado en sus obras ideas que no habían sido exploradas todavía.

## Trabajo
Arnold trabajó en teoría de sistemas dinámicos, teoría de catástrofes, topología, geometría algebraica, geometría simpléctica, ecuaciones diferenciales, mecánica clásica, hidrodinámica y teoría de la singularidad.

### Teoría de la singularidad
En 1965, Arnold asistió a un seminario de René Thom sobre teoría de catástrofes del que más tarde dijo: estoy profundamente en deuda con Thom, cuyo seminario de singularidad en el Institut des Hautes Etudes Scientifiques, el cual frecuenté durante el año de 1965, cambió mi universo matemático". Después de este acontecimiento, la teoría de la singularidad se convirtió en uno de los intereses más importantes de Arnold y sus alumnos. Entre sus resultados más famosos en esta área está la clasificación de singularidades sencillas, contenida en el artículo "Formas normales de funciones cercanas a puntos críticos degenerados, los grupos de Weyl Ak, Dk, Ek y singularidades lagrangianas".

### El decimotercer problema de Hilbert
El problema es la siguiente pregunta: ¿puede toda función continua de tres variables expresarse como una composición de finitamente muchas funciones continuas de dos variables?  La respuesta afirmativa a esta pregunta general fue dada en 1957 por Vladimir Arnold, que entonces sólo tenía diecinueve años y era alumno de Andrey Kolmogorov. Kolmogorov había demostrado el año anterior que cualquier función de varias variables puede construirse con un número finito de funciones de tres variables. Arnold amplió entonces este trabajo para demostrar que, de hecho, sólo se necesitaban funciones de dos variables, respondiendo así a la pregunta de Hilbert cuando se planteó para la clase de las funciones continuas.

### Sistemas dinámicos
Moser y Arnold ampliaron las ideas de Kolmogorov (quien se inspiró en cuestiones de Poincaré) y dieron lugar a lo que hoy se conoce como teorema de Kolmogorov-Arnold-Moser (o "teoría KAM"), que se refiere a la persistencia de algunos movimientos cuasi-periódicos (sistemas hamiltonianos casi integrables) cuando son perturbados. La teoría KAM demuestra que, a pesar de las perturbaciones, tales sistemas pueden ser estables durante un período infinito de tiempo, y especifica cuáles son las condiciones para ello.
En 1964, Arnold introdujo la red de Arnold, el primer ejemplo de red estocástica.

### Dinámica de fluidos
En 1966, Arnold publicó "Sur la géométrie différentielle des groupes de Lie de dimension infinie et ses applications à l'hydrodynamique des fluides parfaits", en el que presentó una interpretación geométrica común tanto para las ecuaciones de Euler para cuerpos rígidos en rotación como para las ecuaciones de Euler de la dinámica de fluidos, esto vinculó eficazmente temas que antes se creían no relacionados, y permitió encontrar soluciones matemáticas a muchas cuestiones relacionadas con los flujos de fluidos y sus turbulencias. 

## Obra
- Collected Works, Bd.1 (Representations of functions, celestial mechanics, KAM-Theory 1957-1965), Springer 2009
- Yesterday and long ago, Springer 2007 (memorias)
- Vorlesungen über partielle Differentialgleichungen, Springer 2004, ISBN 3-540-43578-6
- Gewöhnliche Differentialgleichungen, 1980, 2.Aufl., Berlín, Springer 2001, ISBN 3-540-66890-X (1973, MIT press)
- Mathematische Methoden der klassischen Mechanik, Birkhäuser 1988, ISBN 3-7643-1878-3 (ingl. 2ª e.1989, Springer, Graduate texts in mathematics)
- con Avez Ergodic problems of classical mechanics, New York, Benjamin 1968
- Topological methods in hydrodynamics, Springer 1998
- Geometrische Methoden in der Theorie der gewöhnlichen Differentialgleichungen, ISBN 3-7643-1879-1
- Arnolds problems, 2ª ed. Springer 2004 (con lista de problemas a partir de 2002 se encuentra en su página de inicio)
- Mathematics - frontiers and perspectives, Am. Mathematical Soc. 2000
- Catastrophe theory, 3ª ed. Springer 1993
- Bifurcation theory and catastrophe theory, 2ª ed. Springer 1999
- Singularities of caustics and wave fronts, Kluwer 1990
- mit Varchenko, Gusein-Zade: Singularities of Differentiable Maps, 2 vols. Birkhäuser 1985, 1988
- Topological invariants of plane curves and caustics, Am. Mathematical Soc. 1994
- Huygens und Barrow, Newton und Hooke, Birkhäuser 1990
- From Hilberts Superposition problem to Dynamical systems, American Mathematical Monthly, August/September 2006 (Überblick über seinen mathematischen Werdegang, Vorlesung Toronto 1997, online hier:, auch in Bolibruch, Osipov, Sinai (Herausgeber)
- Mathematical Events of the Twentieth Century, Springer 2006, pp. 19)
- Arnold es editor y coautor de la serie "Encyclopedia of mathematical sciences" en Springer Verlag (u.a. in der Reihe "Dynamische Systeme")
- Dynamical systems, in Jean-Paul Pier (ed.) Development of mathematics 1950-2000, Birkhäuser 2000
- Singularity theory, in Jean-Paul Pier (ed.) Development of mathematics 1950-2000, Birkhäuser 2000